# 汉斯·胡贝尔 (拳击运动员)
汉斯·胡贝尔（德語：Hans Huber，1934年1月1日—），德国男子拳击运动员。他曾代表德国联队参加1964年夏季奥林匹克运动会拳击比赛，获得男子81公斤以上级银牌。